# Rothschildia prionia
Rothschildia prionia é uma espécie de mariposa do gênero Rothschildia, identificada por Lionel Walter Rothschild in 1907.